# Sheldon Leonard
Sheldon Leonard, geboren als  Leonard Sheldon Bershad (New York, 22 februari 1907 - Los Angeles, 10 januari 1997), was een Amerikaans acteur, televisieregisseur en -producent. Hij werd negen keer genomineerd voor een Primetime Emmy Award, waarvan hij er drie daadwerkelijk won: in zowel 1957 als 1961 voor het regisseren van de komedieserie Make Room for Daddy en in 1970 (samen met Danny Arnold) voor het regisseren van de komedieserie My World and Welcome to It. Het Directors Guild of America kende hem in 1988 de Robert B. Aldrich Achievement Award en in 1995 de DGA Honorary Life Member Award toe.

## Carrière
Leonard maakte in 1935 zijn film- en acteerdebuut als een niet bij naam genoemde medewerker van het ministerie van justitie in de misdaadfilm The People's Enemy. Het bleek zijn eerste van 70 filmrollen, 72 met die in de televisiefilms Top Secret en The Islander (allebei uit 1978) erbij gerekend. Gedurende de periode 1941-1953 kwamen er elk jaar minimaal twee tot zeven titels uit waarin Leonard te zien was. Daarna stortte hij zich op het regisseren en - vooral - produceren voor televisieprojecten. Leonard was als producent en uitvoerend producent betrokken bij bijna 1000 afleveringen van verschillende televisieseries. Zijn meest omvangrijke werk op dat vlak was dat voor Make Room for Daddy (250 afleveringen), The Andy Griffith Show (249 afleveringen), The Dick Van Dyke Show (158 afleveringen) en Gomer Pyle: USMC (150 afleveringen). Van Make Room for Daddy regisseerde hij bovendien ook 267 afleveringen.

## Filmografie

### Films als acteur
*Exclusief twee televisiefilms
| - The Brink's Job (1978) - Pocketful of Miracles (1961) - Guys and Dolls (1955) - Money from Home (1953) - The Diamond Queen (1953) - Stop, You're Killing Me (1952) - Breakdown (1952) - Young Man with Ideas (1952) - Here Come the Nelsons (1952) - Chained for Life (1952) - Come Fill the Cup (1951) - Behave Yourself (1951) - Abbott and Costello Meet the Invisible Man (1951) - The Iroquois Trail (1950) - Take One False Step (1949) - My Dream Is Yours (1949) - Daughter of the Jungle (1949) - Shep Comes Home (1948) - Joe Palooka in Winner Take All (1948) - Jinx Money (1948) - Madonna of the Desert (1948) - If You Knew Susie (1948) - Alias a Gentleman (1948) - Open Secret (1948) - The Gangster (1947) - The Hal Roach Comedy Carnival (1947) - The Fabulous Joe (1947) - Violence (1947) - Sinbad, the Sailor (1947) - It's a Wonderful Life (1946) - Decoy (1946) - The Last Crooked Mile (1946) - Bowery Bombshell (1946) - Somewhere in the Night (1946) - Rainbow Over Texas (1946) | - Her Kind of Man (1946) - The Gentleman Misbehaves (1946) - Frontier Gal (1945) - Captain Kidd (1945) - Why Girls Leave Home (1945) - River Gang (1945) - Radio Stars on Parade (1945) - Zombies on Broadway (1945) - Crime, Inc. (1945) - The Falcon in Hollywood (1944) - To Have and Have Not (1944) - Gambler's Choice (1944) - Trocadero (1944) - Uncertain Glory (1944) - Timber Queen (1944) - Klondike Kate (1943) - Harvest Melody (1943) - Passport to Suez (1943) - Hit the Ice (1943) - Taxi, Mister (1943) - City Without Men (1943) - Lucky Jordan (1942) - Street of Chance (1942) - Pierre of the Plains (1942) - Tortilla Flat (1942) - Born to Sing (1942) - Rise and Shine (1941) - Married Bachelor (1941) - Week-End in Havana (1941) - Buy Me That Town (1941) - Private Nurse (1941) - Tall, Dark and Handsome (1941) - Another Thin Man (1939) - Ouanga (1936) - The People's Enemy (1935) |

### Televisieseries als acteur
*Exclusief eenmalige gastrollen
- Sanford and Son - Davis (1976, twee afleveringen)
- Big Eddie - Eddie Smith (1975, tien afleveringen)
- Linus! The Lion Hearted - stem King Linus (1964-1965, drie afleveringen)
- Make Room for Daddy - Phil Brokaw (1956-1964, zestien afleveringen)
- The Duke - Sam Marco (1954, dertien afleveringen)
- Your Jeweler's Showcase - Verschillende (1952, vier afleveringen)

### Als regisseur
*Exclusief eenmalige afleveringen
- Aces Up (1974, televisiefilm)
- The Singles (1972, televisiefilm)
- My World and Welcome to It (1969, twee afleveringen)
- The Andy Griffith Show (1960-1965, twee afleveringen)
- The Bill Dana Show (1963-1964, vijf afleveringen)
- Make Room for Daddy (1953-1963, 267 afleveringen)
- The Dick Van Dyke Show (1961-1963, vier afleveringen)
- The Real McCoys (1957, zes afleveringen)
- Lassie (1954, zes afleveringen)
- Your Jeweler's Showcase (1952-1953, drie afleveringen)
- General Electric Theater (1953, twee afleveringen)

### Als producent
*Exclusief eenmalige afleveringen
- I Spy Returns (1994, televisiefilm, uitvoerend producent)
- Top Secret (1978, televisiefilm, uitvoerend producent)
- Aces Up (1974, televisiefilm)
- The Singles (1972, televisiefilm)
- The Don Rickles Show (1972, twee afleveringen)
- Shirley's World (1971-1972, zeventien afleveringen, uitvoerend producent)
- From a Bird's Eye View (1970-1971, zestien afleveringen, uitvoerend producent)
- My World and Welcome to It (1969-1970, 26 afleveringen, uitvoerend producent)
- Gomer Pyle: USMC (1964-1969, 150 afleveringen, uitvoerend producent)
- I Spy (1965-1968, 82 afleveringen, uitvoerend producent)
- The Andy Griffith Show (1960-1968, 249 afleveringen, uitvoerend producent)
- Good Morning, World (1967-1968, 26 afleveringen, uitvoerend producent)
- Accidental Family (1967-1968, zestien afleveringen, uitvoerend producent)
- The Dick Van Dyke Show (1961-1966, 158 afleveringen, uitvoerend producent)
- The Bill Dana Show (1964, vier afleveringen, uitvoerend producent)
- Make Room for Daddy (1953-1963, 250 afleveringen)

## Privé
Leonard trouwde in 1931 met Frances Bober en bleef bij haar tot aan zijn overlijden. Samen kregen ze een zoon en een dochter.
- Bibliothèque nationale de France: cb12491242q (data)
- Gemeinsame Normdatei: 119299208
- International Standard Name Identifier: 0000 0000 4398 0513
- Library of Congress Control Number: no93013925
- National Archives and Records Administration: 10575717
- Nationale Bibliotheek van Israël: 987007450230205171
- SNAC: w67q0z4m
- Virtual International Authority File: 46864171
- WorldCat: E39PBJpJjghyrKFKqMYKBJWhpP